# Louis Mafouta
Louis Mafouta (Beaumont-sur-Oise, Francia, 2 de julio de 1994) es un futbolista de la República Centroafricana que juega en la posición de delantero y que milita en el E. A. Guingamp de la Ligue 2.

## Selección nacional
Debutó con República Centroafricana en 2017 y su primer gol internacional lo anotó el 27 de marzo de 2017 en una derrota por 1-2 ante Gambia en un partido amistoso en Rabat, Marruecos.

## Clubes
| Club                      | País    | Año       |
| ------------------------- | ------- | --------- |
| A. S. Saint-Ouen-l'Aumône | Francia | 2013-2016 |
| Panserraikos              | Grecia  | 2016      |
| USM Senlis                | Francia | 2017      |
| F. C. Chambly             | Francia | 2018      |
| RC Grasse                 | Francia | 2019-2020 |
| Neuchâtel Xamax           | Suiza   | 2020-2022 |
| → F. C. Metz (cedido)     | Francia | 2022      |
| U. S. Quevilly            | Francia | 2022-2023 |
| Amiens S. C.              | Francia | 2023-2025 |
| E. A. Guingamp            | Francia | 2025-     |